# ゼントラーディ軍の兵器
- マクロスシリーズ > 超時空要塞マクロス > 超時空要塞マクロスの登場メカ一覧 > ゼントラーディ軍の兵器
  - マクロスシリーズの用語一覧 > ゼントラーディ > ゼントラーディ軍の兵器

ゼントラーディ軍の兵器（ゼントラーディぐんのへいき）では、テレビアニメ『超時空要塞マクロス』とその後継作品群「マクロスシリーズ」に登場するゼントラーディの兵器について解説する。
本文中における「テレビ版」はテレビアニメ『超時空要塞マクロス』を、「劇場版」はアニメ映画『超時空要塞マクロス 愛・おぼえていますか』を指す。それ以外の作品についてはタイトルを明記する。

## 機動兵器

### 戦闘ポッド
バトルポッドとも呼ばれる歩兵用個人兵器。いわゆるAFVや戦闘機に相当するものではなく（これらに相当するのが空戦ポッドやケルカリア、重攻撃機である）、歩兵に与えられるパーソナルな追加装備で、地球人的な感覚で例えると「暗視装置等の各種機器を搭載した銃座付き装甲バイク」といったところであり、歩兵部隊が自転車部隊やオートバイ部隊になった感覚に近い。基本的には陸戦兵器で、移動は主に歩行で行われるが、スラスターも備えていてジャンプやホバリングも可能。気密構造から水中戦や無重力下での空間戦闘にも対応する。全軍へ配備される歩兵の基本装備なのでコストパフォーマンスが優先され、取り扱いが簡単で単純な構造であるのが特徴。

#### リガード
標準的なワンマン戦闘ポッド。プロトカルチャー銀河帝国分裂戦争の初期に投入された機体で、損耗の激しい歩兵部隊へ火力と防御力、および機動力を与えるために考案され、全部隊へ行き渡るべく設計された歩兵用超安価兵器。簡素な構造で運用性は高く、ゼントラーディ全軍に広く配備されている。改良は50万周期前に完了し、現在でも約3億を数える自動兵器廠で大量生産され続け、前線への供給が止むことはないといわれている。
卵形の胴体から伸びる2門のビーム砲と鳥のような長い両脚という、特徴ある形状をしている。胴体両側には推力偏向式の熱核ロケットエンジンを持つ。前面に赤い単眼式のカメラアイを備え、コクピットは窓のない閉鎖型。パイロットは背面のハッチから乗降するが、内部は非常に狭く居住性は劣悪である（設定どおりのサイズだと入りきらない）。身を屈めるような搭乗姿勢を強いられるため、パイロットたちからは「自分の足で歩く方がまし」とまで酷評されている。操縦も手動に頼る部分（設定図には、コクピット内部に人力で動かす操縦ワイヤー多数が描かれている）が多く、これも疲労を高める原因となっている。また、射出座席をはじめとする脱出装備もないので、被弾時の緊急脱出はきわめて難しい。一方、構造はきわめて単純で、故障発生から来る廃棄率も少なく、運用は容易で稼働性も高い。テレビ版劇中では一条輝ら地球人捕虜が脱走する際、パイロット3名協力の操作で動かせるほどである（注:地球人はゼントラーディ人の約5分の1サイズ）。
装甲強度はさほど高くなく、VF-1 バルキリーのガンポッドはおろか、バトロイドの拳で叩き割れるほど脆弱である。推力も不足しているため重力下での機動性能には限界があるが（ジャンプとホバリング程度。1G下での空戦は不可能）、宇宙空間では侮れない機動性を発揮し、数の多さとあいまってマクロスのバルキリー部隊を苦しめる。主武装として機体前面に突き出たビーム砲2門、前面下部ならびに背面上部に2門ずつ計4門のレーザー機銃を持つが、低出力からくるビーム兵器の威力不足を補うためのオプション兵器を搭載した強化型や、非武装の偵察型などのバリエーション（後述）も数多く存在する。
劇中ではマクロス市街地に潜入したゼントラーディ人スパイが帰還する際には、デッドウェイトの脚部を切り離し、胴体のみで垂直上昇して大気圏を離脱し、回収艇と会合（ランデブー）する。また、ミリア・ファリーナにより、脚基部を狙い撃つことでパイロットを殺さずに行動不能にできることが示される。
テレビ版
カラーリングは白と水色。
劇場版
カラーリングはゼントラーディ共通のイメージカラーのダークグリーンになっている。
派生型
標準型
前述のように、機体前面にビーム砲2門（本）と対人レーザー機銃2挺、背部に対空レーザー機銃2挺を搭載し最も配備数が多い型。
小型ミサイル装備型 (REGULT LIGHT MISSILE CARRIER)
背部の対空レーザー機銃を外し、撃ち放し式の横置き型多連装小型ミサイルポッド2基を搭載した型。これはポッドが大型ミサイル型に比べ軽量で、機動性の低下も偵察型と同じ水準に抑えられ、鈍重そうな外見に反して意外に高い生残性が示されたことから兵士からの評判は良い。
大型ミサイル搭載型 (REGULT HEAVY MISSILE CARRIER)
背部の対空砲を外し、計4本の多弾頭大型ミサイルを搭載したタイプ。過荷重によって重心点が上昇し不安定となり、機動性の低下著しく、敵にとって狙いやすい単なる標的と化したために、前線では搭乗拒否兵士も出るなど、たいへんな悪評を受ける。
偵察型 (REGULT TACTICAL SCOUT TYPE)
探査装置の貧弱なリガード部隊の「目」と「耳」となるべく兵装を偵察装備に換装されたワンマン偵察ポッド。本体や主機関を共用し、索敵用にセンサーやレーダーを搭載している。ただし一切の火器を排除しているため、基本的に護衛の戦闘ポッドが随伴する。また、搭載しているセンサーやレーダーの稼動に必要な電力は機関共用の事情から幾分不足気味で、戦域司令部強行偵察機ケルカリア同様、開発当初の性能は発揮されていない可能性が高い。エクトロメリア第979972010全自動兵器廠で開発され、同工廠のみで大量生産されている。

発展型
新統合軍仕様
西暦2037年を舞台とするPCエンジン用ゲームソフト『超時空要塞マクロス 永遠のラヴソング』に登場する、白の基調の塗装に統合軍マークがつけられた機体。
リガード改
2047年を舞台とするゲーム『マクロス デジタルミッション VF-X』に登場する反統合ゼントラーディ勢力が使用する機体。通称はスティルス・リガード〔ママ〕。地球の技術により改良されており、ステルス効果向上を目的とした多面体構成が特徴で、短時間であれば空戦も行える。
サリア・スペシャル
okiuraの漫画『マクロスF しーくれっとびじょんず』の登場人物、サリア・レリアが使用する機体。ビーム砲付きの増速ブースターとグラージの両腕が取り付けられており、火力と機動力が大幅に強化されているほか、兵装を同時に稼動することができる。シェリルのライブ会場を守るためにバジュラと相打ちとなって大破する。
一〇四式リガード
『マクロスΔ』に登場する機体。2067年時点の最新の生産バージョンとなっている。基本性能はさほど向上していないが、拡張性が高くさまざまなバリエーションが存在する。惑星アル・シャハルの新統合軍に配備されており、カラーリングはダークグレー。
標準型
一〇四式リガードの標準型。機体背面上部の対空レーザーはオミットされ、機体下部の小口径対人レーザー機銃は一門になっている。
ミサイルポッド装備型
ミサイルポッドの形状が新しくなっており、合計46門の小型ミサイルランチャーを搭載する。
ZBP-106 一〇六式リガード
『マクロスΔ』に登場する機体。クァドランの腕部とバックパックを追加したタイプ。機体下部の対人レーザーはオミットされている。前述の一〇四式と同様に惑星アル・シャハルに配備されている。

『ロボテック』版
『ロボテック』シリーズにおいては、これをマイクローン・サイズの「ティロリアン」（Tirolian≒衛星ティロルの人類、『超時空騎団サザンクロス』に登場するゾル人）軍がゼントラーディ軍兵士を監察・指揮するために使用する指揮用ポッドと定義し、「ラディッツ・リガード」戦闘指揮ポッド (Raditzs Regult Command Pod) の名称を宛てている 。

#### グラージ
リガードより上位機種に相当するワンマン戦闘ポッド。おもに指揮官用として運用され、作中では勇猛果敢な指揮官カムジン・クラヴシェラの愛機として登場する。塗装は胴体が白地に赤。腕部および脚部は灰。
銀河帝国分裂戦争の初期、兵器開発競争の最後期に登場した機体で、前線での戦闘データをもとに設計されている。兵装も豊富で特にドッグファイトに優れており、オプションの空戦用大型ブースターを装着することで、重力下での高機動戦闘にも対応可能である。
運用評価が高く、最盛期には相当数が生産され、前線では一般的に見られるポピュラーな兵器だった。しかし、28万周期前に監察軍のロイコンミ自動兵器工廠攻撃によりグラージ自動製造ラインが破壊されたため、修復技術を持たないゼントラーディ軍の中では希少な兵器となった。
コクピットはリガード同様、胴体前面に備えた赤い単眼式カメラアイで外部を視認する閉鎖型だが、搭乗は上部ハッチを跳ね上げて入り込むので身を屈める必要はない。操縦はやはりワイヤーによる手動式の部分も多いが、シートはゆったりとしており、パイロットが受ける疲労度はリガードよりもはるかに軽減されている。
武装は両腕部に当たる兵装スポットへ大口径と小口径のインパクトキャノンが1門ずつ。主砲として上部に旋回式の単装荷電粒子ビーム砲。胴体へ対人レーザー機銃2基に小型ミサイルランチャーが左右に3基ずつと、長距離から接近戦までレンジを問わず、オールマイティに対応している。
テレビ版
カムジンのグラージは3,700周期前に兵器倉庫を開いた際に発見された、新品同様の代物である。カムジンは個人的にこの機体を3機所有しているとされているが、劇中においてその乗機は、火星での戦闘と地球でラプラミズに貸与された際にそれぞれ失われる。
カムジン搭乗機以外では、序盤の地球降下のためブリタイ艦隊から発進した部隊に配備されていたり、また工場衛星奪取作戦時にはブリタイ艦側に少なくとも1機、ダガオ艦隊側に少なくとも2機が描かれている。
派生型
空戦用大型ブースター装備型
機体後部を包み込む形で大型のブースターを接続し、空戦ポッドなみの飛行能力を獲得した型。グラージ本来の火器すべてがそのまま使用可能なほか、ブースター本体へ装備された多数のミサイルランチャー（側面8基、底部4基、上部4基）が追加される。被弾時などによるブースターとの任意の接続解除（緊急投棄）可能かは不明。劇中ではカムジンが空戦ポッド部隊を率いて、地球大気圏内のマクロスへ攻撃を掛ける。

発展型
第一次星間大戦終結後、ゼントラーディ人の一部は地球人類と共存社会を築くが、軍備面でも両種族の兵器の融合体が開発される。ゼントラーディ軍の名機グラージも新統合軍に使用される。また、グラージをベースにした3段変形の可変戦闘機も開発される。
バリアブル・グラージ
ドリームキャスト用ゲーム『マクロスM3』において、マクシミリアン・ジーナスとミリア・ファリーナ・ジーナスの養女モアラミア・ジフォンが使用する。2018年の惑星クリストラニアが舞台のSTAGE2でゼントラーディ反乱分子が地球技術を得て開発した秘密兵器として登場。モアラミアの統合軍編入後はダンシング・スカル隊の一機として活躍する。
機体の基本形状・変形機構はネオ・グラージとほぼ同一。各部の造作が細かくなっているほか、本作ではバトロイドモードも使用できる。バリエーションとして、グラージ同様に巨人サイズのコクピットを持つ機体と、統合軍に接収されマイクローンサイズのコクピットに改造された機体がある。
ネオ・グラージ
2040年を舞台とするプレイステーション用ゲーム『マクロスプラス -GAME EDITION-』に登場する。プレイヤーがイサム・ダイソン編を選ぶと、最終ステージで迎撃機としてYF-19と対戦することになる。小太刀右京の小説『マクロス・ザ・ライド』では、2010年代にゼントラーディが開発した機体をAVF計画でマクロス・コンツェルンが完成させた機体と説明されている。分冊百科『マクロス・クロニクル』では、ゴーストX-9同様シャロン・アップルに操られたAI搭載の無人機とされている。
機体はグラージの基本形状をガウォークとし、三胴形状のファイターへ変形する。腕部と脚部が重なりエンジンブロックを形成する変形システムは、同じ三胴機であるVF-4ライトニングIIIと相通ずる。ゲーム中2段変形までなのはゲーム機のポリゴン性能の制約のためで、バトロイドモードのデザイン案も考えられていた。なお、設定的にはバリアブル・グラージの方が先だが、実際のデザインはネオ・グラージのほうが先に作られている。
小太刀右京の小説『マクロスフロンティア』では、ゼントラーディ人で構成された第33海兵部隊に配備されており、叛乱の首謀者であるテムジンが搭乗する（テレビアニメ版ではクァドラン・レア）。
グラージ改
2047年を舞台とする『マクロス デジタルミッション VF-X』に登場する。大型化し、リガード改同様の改造が行われている。ゲーム中には通常の敵として出現する「グラージ・ノーマルタイプ」と、ステージのボスとして出現する青色の「グラージ・スペシャルタイプ」が登場する。
VBP-1/VA-100 ネオ・グラージBis
2058年を舞台とする『マクロス・ザ・ライド』に登場するネオ・グラージの改修型。腕部にはクローが追加され、エネルギー転換装甲やピンポイント・バリアも搭載されている。ゼントラーディ巨人用のVBP-1とマイクローン・パイロット用のVA-110が存在するが、メルトランディでなければ真の力を発揮できないと言われている。劇中ではファスケス艦隊の首魁ナレスワンが搭乗する。
スーパー・グラージ
2067年を舞台とする『マクロスΔ』に登場するタイプ。右腕がクァドラン・タイプのマニピュレーターと高速回転式3砲身レーザー・パルス・ガンに換装されている。機体上部の超長距離荷電粒子ビーム砲は2門に増設されている。惑星アル・シャハルに駐屯する新統合軍のゼントラーディ人が使用している。

### バトルスーツ
歩兵用個人兵器。歩兵へ追加装備させる形を取った戦闘ポッドとは別の開発ルートから出てきた兵器で、こちらは宇宙服や装甲服より発展した「着る」装備である。倍力服の概念を導入したため機体の追随性は高く、結果として高い運動性や単独での空戦能力を得るのに成功している。反面、機体の構造は戦闘ポッドとは比較にならないほど複雑化し、その高度な機体を運用維持するのはゼントラーディ軍の手に余り、数の上での主力にはほど遠い状態となっている。それゆえ、おもにエリート部隊へ配備が優先されているのが実状である。

#### クァドラン・ロー
（Queadluun-Rau）
テレビ版
女性兵士用の戦闘用パワードスーツ。第30話ではブリタイ艦に搭載され、新統合軍側の機体としても運用される。
劇場版
ゼントラーディと敵対するメルトランディのバトルスーツ。

#### ヌージャデル・ガー
銀河帝国分裂戦争時代に開発された。兵士に出来る限りの火力を持たせようという思想から発展し、防弾性（装甲）と運動性（四肢）、機動性（推進器）を伴わせたところ、結果として宇宙服と戦闘ポッドを混合させた大型パワードスーツとして完成した。塗装は濃緑色（紫の機体も存在）。
この機体は、ヌージャデルシリーズの最終改良型「ガー」で、背部と胸部にキャノン砲を搭載している。また、その他の銃器や手投弾などの手持ち火器も携行可能。背部に搭載された3連式の大型エンジンにより宇宙空間での機動性も高く、戦闘ポッドには不可能な単体での飛行能力も有し、優れた総合戦闘力を発揮する。運動性はリガードと比べると雲泥の差であり、疲労度もかなり軽減されていることから、リガード部隊の兵士からは羨望の対象となっている。
テレビ版では、パイロットは文字通り服を着るように搭乗するが、両腕だけは「袖」を通さず胸部内に設置された操縦桿を握る独特の姿勢を取り、このため操縦には多少の慣れが必要となる。しかし劇場版では、クァドラン・ローと同様に機体へパイロットを直接接続して思考操縦する仕組みになっている。
テレビ版
初登場は第27話のボドル基幹艦隊との決戦時で、紫の機体が1カットだけ映る。のちに地球で叛乱活動を行うカムジンらが標準色の機体を使用。飛行による空挺降下で守備隊を強襲し、ドラムマガジン状のビーム突撃銃を片手に暴れ、シティにあったマイクローン装置を奪取する。
劇場版
ゼントラーディ人の設定改変により、内部も純機械的な構造から生体メカに変更されている。テレビ版では中盤から登場するが、劇場版では冒頭から登場し、マクロス艦内市街地に侵入するなどリガードよりも活躍の機会が多い。テレビ版ではグラージに搭乗していたカムジンや、偵察機に搭乗していたワレラ、ロリー、コンダの3人も、劇場版では皆、本機を使用する。
オリジナルデザインは宮武一貴だが、劇場版では出渕裕が全体的なリファインを行い、特に頭部のデザインが無貌からカメラアイを有した形状へ一新されている。レーザーマシンピストル以外の携行武装の類は未装備となっているが、マクロス艦内市街地に侵入するときの1カットのみ、プラスマキャノンの代わりにミサイルポッドを装着する機体が描かれている。
マクロスF
『マクロスF』第4話ではゼントラーディの古戦場であった小惑星帯で残骸として登場する。残骸になっていても搭載されている兵器は稼動状態になっており、ゼントラーディ兵器の著しく高い耐久性を示すエピソードとして描かれ、訓練中のアルトがバジュラの迎撃に利用する。

## 艦艇
ゼントラーディ軍の使用艦艇は、その全てが銀河帝国時代にプロトカルチャーによって設計され、建造が開始されたものである。プロトカルチャーの歴史は、地球の暦でいう紀元前50万年ごろに始まり、その約3000年後に銀河帝国が分裂、それぞれがゼントラーディ軍と監察軍を使って戦ったが、プロトカルチャー暦 (P.C.) 25000年に巨人兵士たちを残してプロトカルチャーは全滅した。しかし、それにより艦艇の供給が途絶えることはなく、全自動兵器廠において延々と建造が続けられている。
人類の約5倍サイズのゼントラーディ兵が乗艦するため、地球人の基準からすると非常に巨大な艦が多い。ゼントラーディ軍では、宇宙や重力圏内を問わず航行可能で、フォールド航行可能なものは全て艦（シップ）または艇（ボート）に分類され、それ以外の機動兵器（ポッド）とは区別される。
ゼントラーディ人には機械の修理技術がないため、その多くは建造開始当初からきわめて耐久性に優れた設計が施されており、多少の故障や損傷をものともせず運用を続けることができる。舷側に灰色や黄色の繭状構造物が配されているのが外見的特徴で、艦内のCICで指揮や制御を司っており、外部に突出した艦橋はない。設定資料では格納庫に自動補給機等が設置されており、整備や補給も徹底的に自動化され、機械任せであることがうかがえる。

### 1400km級 超巨大母艦
テレビ版
基幹艦隊を統率する司令長官が乗る全高1400km強級の超巨大母艦。軍艦というより移動宇宙要塞に近く、艦内に麾下の艦隊を収容することも可能なサイズ。テレビシリーズに登場するのはボドル基幹艦隊を指揮するフルブス・バレンス42101（IV II X I）であるが、同クラスの艦はゼントラーディ軍全体では1000や2000ではきかないほどの数が配備されており、さらにより大型の艦も存在するという。ボドル旗艦の塗装は灰色。
基幹艦隊を率いて一斉攻撃で地球を壊滅状態に追い込むが、内部へ侵入したマクロスからの反応弾による攻撃で内側から破壊される。
劇場版には登場せず、後述のゴル・ボドルザーが本艦に相当する役割となる。『マクロス7』のテレビ未放映エピソード「最強女の艦隊」のナレーション部分や『マクロスF』第1話のアバンタイトル部分において第一次星間大戦の模様が描かれているが、ここに登場するのもフルブス・バレンスではなくゴル・ボドルザーである。

### 4000m級 中型艦隊指揮用戦艦
分岐艦隊の旗艦として使用される比較的大型の戦艦。銀河帝国分裂戦争の初期、兵器開発競争の最盛期に登場したクラスで、長期にわたる作戦行動を前提としているため、きわめて高い実用性と頑強さを備えている。冗長性のある設計によりダメージに強く、結果として艦齢の長いものが多く、実に15万周期を超えて運用中のものまで存在する。
テレビ版
劇中に登場するのは第67グリマル級分岐艦隊旗艦ノプティ・バガニス5631（V VI III I）、通称「ブリタイ艦」、艦齢57,000周期の「働き盛り」である。マクロスのダイダロス・アタックにより艦首に大穴が空けられて以降も問題なく運用されつづけ、同クラス特有の頑強さをみせつける。
リン・ミンメイ作戦においてフルブス・バレンスの爆発に巻き込まれて小破、地表に不時着するが、損傷が軽微であったことから、修復され新統合宇宙軍一番艦として就役。マクロスに代わって新統合軍指揮下で地球防衛の主力となる。マクロスと同盟を結び、新統合軍との協力体制となったことで修理や改装が可能となり、第一次星間大戦後にはバルキリーの運用機能も追加搭載される。同時に艦内においても、コンパーメントルームの追加や、連絡通路内にはゼントラーディ人サイズの目線の高さに合わせた連絡通路、メインブリッジ内には地球人専用のコンソールパネル類が設置されるなど、マイクローンサイズの人間との協同運用を前提とした改装が施される。なお、この際に前述の艦首の大穴も修復される。
第30話ではバルキリーや空戦ポッドのほか、婦人士官用であるクァドラン・ローまで艦載機として搭載している。また同話においては自動工場衛星守備艦隊司令のダガオも同型艦に搭乗している。
ブリタイ艦以外の同型艦も多数新統合軍に所属、宇宙移民船団の護衛艦隊の主戦力としても活躍しており、『超時空要塞マクロス Flash Back 2012』において、地球を発進するメガロード-01に随伴するノプティ・バガニス級が描かれている（この艦はSDF-2の舷号につけてのブリタイ艦そのものの一説もある）。さらに後年の宇宙移民時代には、艦体自体にもさらに改良が加えられ、通信機能を強化、ステルス機能を追加したネオ・ノプティ・バガニスbis級が就役している。
劇場版
機能や性能的にはほぼテレビ版と同様だが、艦体が上下に割れて現れる超大型誘導集束ビーム砲を主砲として搭載しているため、火力は大幅に向上している。なお、本砲は機動要塞攻略用のもので、艦隊戦では使用されることはまずないとされる。

### 3000m級 艦隊指揮用戦艦
銀河帝国分裂戦争中期より使用されており、分岐艦隊より小規模な、師団級艦隊向けの旗艦用戦艦。艦体前半部が分離し、大気圏内に突入する突撃艦的な性格をもつ。ただしこの分離機構のため構造が複雑化し、頑強さに欠けるとの指摘もある。
テレビ版
ケアドウル・マグドミラ10107（X X VII）、通称「カムジン艦」が最初に登場（塗装は緑）。のちにラプラミズが乗る同型の直衛艦隊旗艦も登場する（塗装は藤色）。直衛艦隊の一隻にはゼントラーディ文字で「ミリア」と書かれた艦も存在する。
カムジン艦は突撃艦（全長約1,000m）をマクロスへ無人特攻させるが、ダイダロス・アタックで防がれ、以後は母艦（全長約2,000m）のみの行動を余儀なくされて、ボドル艦隊との決戦後に地表へ落下。反乱勢力のベースとして使用される（傾斜補正のため、艦内の床を改造している）。
マクロスF
『マクロスF』にはゼントラーディで構成された新統合軍第33海兵部隊の母艦として、ケアドウル級分離突撃降下艦「オケアノス」が登場する。小説版『マクロスフロンティア』においては「スヴァール・サラン541976〝オケアノス〟」とされている。

### 3000m級 惑星揚陸強襲艦
銀河帝国分裂戦争初期から多数が配備されており、現実世界の水上艦でいう大型LST / 強襲揚陸艦に相当し、多数の小型艇や戦闘ポッドを搭載する大型輸送艦である。艦隊への補給任務のほか、惑星への戦力投入の際には真っ先に先陣を切る。艦尾に大型降下ポッド用の射出ハッチが並んでいるのが特徴で、強行上陸で対空砲火を受けるのを想定して多少の被弾はものともしない抗甚性を有する。このため、火力は弱いものの装甲の頑強さが高く評価され「ゼントラーディ屈指の名艦」とまで言われている。
テレビ版
劇中では艦隊中の一構成艦としてしか描写されず、華々しい活躍はないが、第27話では艦首に髑髏マークを描いた本級が描かれている。
劇場版
やはり目立った活躍はない。デザイン的に分割線が設定できず、本級には他級に設定された艦体を上下に割って現れる超大型主砲は装備されていない。

### 2000m級 標準戦艦
ゼントラーディ軍の中核となる主力艦。銀河帝国が分裂する前からの長命なクラスで、多数の全自動兵器廠での建造が続けられ、配備数も最多である。艦体構造は細長い潰れた円錐型で、上部にドーム状の構造物が三つあり、後部両舷にメインエンジンを備えた双発艦である。エンジンに挟まれた艦尾には機動兵器の射出ハッチがある。
ブリタイ艦の解説によるとノプティ・バガニス級と比較すると耐久性は低く、「一千周期ともたない艦」が多いとされている（ただし、これが明確に本級を指摘しているのかは明言されてはいない）。
本級に限らずゼントラーディ艦艇の武装はすべて格納式で、無数の誘導集束ビーム砲塔を各所に配置しており、その砲撃思想はマクロス (監察軍艦艇）や自軍の中型砲艦の主砲的な一発の威力を重視する大艦巨砲主義ではなく、個々の威力は及ばないが発射速度を生かし、ずらり並べた砲門のつるべ撃ちで敵を蜂の巣にする小口径多砲主義が基本になっている。機甲師団における戦車の役割を果たす。
テレビ版
劇中では緒戦で反応弾の攻撃を受けて轟沈したり、ダイダロスアタックの目標になって撃破されたりとやられ役に終始する。塗装は緑が標準だが、直衛艦隊は藤色。
劇場版
土星でマクロスの主砲で沈められる以外に、とくに目立つ場面はない。
マクロスΔ
惑星アル・シャハルの駐屯地上空に1隻が停泊している。

### 1500m級 中型砲艦
マクロスの元となった、監察軍の砲艦（地球側コードナンバー : ASS-1）に相当する1,500m級の艦で、現実世界の水上艦の分類でいうモニター艦にあたるもの。艦体の前半分以上が上下に分割・展開し、マクロスの主砲に匹敵する強力なビームを発射する。艦体色は緑。機動要塞や、敵性惑星等の拠点攻略あるいは艦隊後方からの火力支援を目的とし、機甲師団における自走砲の役割を果たす。
そのほかにも通常の砲塔群や空戦ポッド他の機動兵器も多数搭載し、艦上部にバー状の大型通信アンテナを有している。
テレビ版
ボドル基幹艦隊とともに初登場、他クラスの戦艦とともに地球を壊滅に追いやる。最終回にカムジンがマクロスシティを強襲するのに使うのもこのクラスである。これは墜落、損傷したものを地球の技術を手に入れたカムジンらが盗んだ資材で修復した艦で、密林地帯に不時着したために数年で完全に緑で覆われている。
劇場版
劇中終盤、マクロスとアルティラを攻撃したり、ビームやミサイルを射出しつつ、マクロスの前面まで迫って主砲を浴びせようとした矢先、ブリタイ艦からの砲撃で撃沈される艦が本級である。
輸出版『ロボテック：マクロス・サーガ』では「キルトラ・ケラミッツ」 (Quiltra-Quelamitz) とされている。

### 500m級 斥候艦
艦隊前衛で哨戒、斥候任務を司る500m級のピケット艦。ゼントラーディ軍の中で艦としては最小クラス。
それなりの砲塔群や機動兵器も装備しているが、小型で火力や耐久性も劣るために艦隊戦での戦力価値は低く、直接的な戦力としてよりも機動性を生かした偵察任務や、艦隊外周部にピケットラインを形成し、艦隊の目として使用される場合が多く、水上艦の分類でいう通報艦 (Aviso) に近い。
シルエットが標準戦艦に酷似しているので、遠目では判別しづらい。劇中ではブービートラップとして目覚めたマクロスに砲撃されて撃沈される。塗装は緑。
外国版ではトゥ・レディール (Tou-Redir) とする記述がある。

## 航空（航宙）兵器

### 空戦ポッド
テレビ版
大気圏内外両用の単座戦闘機。ゼントラーディ軍標準兵器の一つである。三角錐型の胴体にキャノピーのない閉鎖型のコクピットを備え、機首にはカメラアイと3連装ビーム砲、主エンジンの間、側面と底面にミサイルランチャー計6基を持つ。主エンジンと副エンジンが3基ずつの6発機でリフティングボディ機、あるいは重力制御を行っているのか翼はなく、各側面へ高機動バーニアと機体後尾には推力偏向用の可変ブレードが取り付けられている。
これまでの各雑誌や書籍には正式名称が記載されておらず不明であるが、『超時空要塞マクロス』第1話での本機の発進シーン直前に、ブリタイ艦オペレーターの「ジナール射出地点です」という台詞があり、PlayStation 3用ゲームソフト『マクロス30 銀河を繋ぐ歌声』においても、敵機名称表示において「Gnerl」と表記されている。
単独での大気圏突入/離脱能力がある。バルキリーに比較するとかなりの大型機であるが、劇中では互角以上の空中戦を展開する。戦闘ポッドやバトルスーツに比べると地味な脇役的メカだが、テレビ版第29話冒頭では地上に突き刺さった空戦ポッド脇で、ミンメイ人形片手に骸になったパイロットが映し出されるという演出がなされている。第30話ではブリタイ艦に搭載され、新統合軍側の機体としても運用される。塗装は緑。コクピット部は白。

### 大型降下ポッド
テレビ版
単独で大気圏突入 / 離脱機能を持たないバトルポッドを輸送する大型宇宙往還機。ポッドは12機収容可能。皿状の平たい機体で、底部にメインエンジン。側面に大型ハッチを持つ。衛星軌道上で戦艦や輸送艦から射出され、惑星上に降下してバトルポッドを展開。作戦後はポッドを回収し、母艦へ帰還する。上部に連装対空砲、下部にも連装の地上掃射砲塔を備える。塗装は灰色。

### ケルカリア
テレビ版
司令部偵察ポッド。プロトカルチャーの銀河帝国分裂戦争直前から存在する、司令部偵察（戦略偵察）艇の探知能力向上型である。ゼントラーディ軍だけでなく、ほぼ同型の機体が監察軍によって運用されている。第一次星間戦争当時の統合軍側コードネームは「バッグアイ」。
偵察型リガードが前線での戦術偵察用であるのに対し、本機は大型の艇（ボート）に近く、高速を生かして単独で戦線後方深く侵入。重装甲と大火力で身を守りながら、戦略・戦域偵察を強行する。劇中でもアーマード・バルキリーの攻撃に耐え、艇内に侵入され自爆するまで善戦する。
もともと銀河帝国時代の技術が最も高い時期に作られた兵器であり、ゼントラーディ軍で運用されている型も光学系センサーを強化した程度である。探知装置として超長距離早期警戒ドップラーレーダー、重力波パッシヴレーダー、光学・電磁波・素粒子各系統のパッシヴ・アクティヴ両用クラスターを搭載と、きわめて充実している。しかし修理能力を持たない同軍においては複雑なシステムの維持は大変困難であり、その性能をフルに発揮できているとは考えられない状況にある。また当然ながら製造コストも非常に高く、標準装備として量産が続いていながら、各艦隊あたり数十機を配備するのがやっとの希少な存在である。塗装は緑。
高い防御力を有する偵察艇であるが、撃破された場合でも情報を持ち帰ることができるように、乗員全員が搭乗できるボリリグ緊急脱出カプセル1基が搭載されている。また、カムジンが用いるように大気圏内での運用も可能で、機体後方に伸びた着陸脚を用いた歩行すら可能である。
小説『マクロスフロンティア』
第4巻に特務部隊VF-X所属の機体が登場。この機体は、プロトカルチャーの遺跡から発見された完全オリジナルに近い状態の機体。プロトカルチャー文明の最盛期の技術によって製造されており、一説にはセンサーや情報処理系統にフォールドクォーツを搭載しているといわれ、超遠距離からでも戦域全体を捕捉、戦況等を分析処理する性能を有している。新統合軍でも再現・製造できないほどの希少な機体であり「VF-Xの切り札」と書き記されている。
『ロボテック』版
今井科学の1/720縮尺模型の英文表記" Quel-Quallie " の読み「ケル・カリィ」の名のほか、日本版の統合宇宙軍コードネームと同様の「バッグ・アイ」（Bug-Eye、虫の眼、複眼の意味）。ほかにサザンクロス軍などの地上軍向けのキュクロープスのコードネームで知られる。全軍でこれまでに2,000万隻程度の数が建造されたとされ、『ロボテック』版のゼントラーディ巨人の倍数設定1/7では、人類感覚に変換すれば全長126.7 mは、全長18m程度の小型艇であるとされ、フォールド航行能力を諦め、その分の容積を重装甲や規模に比して充実した電子機器の搭載能力やヒギンズ・ボート・大発動艇のような兵員輸送能力に充当した合理的設計であると地球統合軍側からは評価されている。

### 小型連絡艇
超大型母艦の艦内での移動や、艦同士の間の連絡・移動などに用いられる小型艇。
テレビ版
ボドル旗艦内でブリタイらが移動用に搭乗する。機首に孔を二つ持つ。
劇場版
新デザイン。

### 回収ポッド
テレビ版
損傷機や人員を回収するための作業ポッド。テナガエビのように長い2本のマニピュレーターを持つ。非武装。『超時空要塞マクロス』第10話にて早瀬未沙の乗るキャッツアイをブリタイ艦内へと回収する。

## 生産施設

### 工場衛星
テレビ版
ゼントラーディ軍の兵器・兵士を自動生産する巨大プラント。プロトカルチャー時代より銀河系各地で無数の施設が稼動しているが、監察軍との戦闘で生産技術ごと失われた例も多い。サイズは兵士製造クラスで全長約5Km、戦艦建造クラスで全長約50km、基幹司令艦建造クラスだと全長約500kmにも達する。さらに銀河系オリオン腕内には工場衛星自体を生産するマザープラントも存在するといわれる。
劇中に登場する工場衛星はブリタイ艦ほか、艦隊規模を収納可能な艦隊旗艦に匹敵するサイズではあるが、フォールドシステムを装備しているので、単独でのフォールド航行も可能である。塗装は赤紫。巨大な中央プラントから四方へ支柱が伸びて、周囲のサブプラントと接続している構造。
第一次星間大戦後、新統合軍は早急な戦力再建のため半年間に3回の工場衛星奪取作戦を行い、20以上の施設を収奪する。第30話ではブリタイ艦に同乗した一条輝らがダガオ艦隊が護衛する工場施設を奪い、ラグランジュ点へ移動させるが、度重なる監察軍の攻撃と設備の老朽化でリガード製造ラインは故障が頻発し、視察に訪れたグローバルを嘆かせる（第31話）。
この高度な自動大量生産技術は、のちの宇宙移民計画にも活用され、きわめて短期間に大量の移民艦艇を生産することが可能となる。

## 『超時空要塞マクロス 愛・おぼえていますか』の登場兵器

### ゴル・ボドルザー
『超時空要塞マクロス 愛・おぼえていますか』におけるゼントラーディ軍第425基幹艦隊（ボドル基幹艦隊）の総旗艦。エイ型の板状艦体へ、サボテン型の球形司令区画を乗せた全幅600kmの巨大要塞で、艦首には主砲「ゴルグ・ガンツ砲」を搭載している。この主砲はボドル機動要塞と同サイズであるラプラミズ級機動要塞をも、一撃で撃沈できるほどの強大な威力を持つ。連射も可能だが、劇中では安定サーキットの損傷により、一発しか発射されない。各所に麾下の艦艇を補給するドック機能を備え、ゼントラーディ艦艇には珍しく、ある程度の自動修復機能も持つ。
マクロスに内部へ侵入され、VF-1Sによる銃撃で制御中枢であった生体コンピューターシステム、ゴル・ボドルザーが撃破されたことにより、巨大な艦体を維持できなくなり、フォールドシステムの暴走を伴いながら崩壊する。なお、劇中で比較することはできないが、テレビ版のフルブス・バレンスの半分以下の大きさである。
『劇場版 マクロスF』
『劇場版 マクロスF 恋離飛翼 〜サヨナラノツバサ〜』には、2059年の約半世紀前にバジュラに破壊され、バジュラ準女王の巣となった中型ボドルザー級要塞の残骸が登場する。小説版『劇場版マクロスF』ではコペル基幹艦隊旗艦フルブス・アンファレスと名づけられ、数百周期前からバジュラの巣と化しているという設定になっている。

### 重攻撃機
全長80mと巨大だが、強力な艦載砲（誘導収束ビーム砲）を搭載可能な物としては最小クラスの宇宙艇である。機首の固定式主砲の他、舷側にも2基の旋回式副砲を備えている。ポッドとしては一番大型で防御力が高く（劇場版では「ケルカリア」は未登場）、高い機動力で敵艦へ接近し、対艦攻撃を行うのが任務の機動砲艇。塗装は濃緑色と黄色。

### 輸送艇
後部に格納コンテナがある。土星リング内で捕獲したマイクローンサンプルを収容する。

## 地球との接触後に開発された兵器

### フェイオス・バルキリー
『マクロス デジタルミッション VF-X』、『マクロス VF-X2』に登場。
開発されたばかりのフォールド・ブースターを搭載したVFX-11を奪った反統合ゼントラーディ勢力によって開発された機体。単純にVFX-11を改造した機体ではなく、VFシリーズの技術が反体制ゼントラーディの手に渡り、それを応用して作られた兵器の一種で、外観も性能もVF-11とは別物である。
生粋のゼントラーディの機動兵器には戦闘ポッドやパワードスーツしかなく、可変戦闘機という概念は持っていなかった。地球人類との接触で兵器の開発や改良を学んだゼントラーディの中の反統合勢力は独自の可変戦闘デバイスを開発している。このような機体は統合軍に敵性可変戦闘機＝Enemy Valkyrie、略してEVA（イーヴァ）と呼ばれている。
ファイター形態は平らでステルス性も高い。最高速度はマッハ6.8と、当時の新統合軍の最新鋭機であるVF-19 エクスカリバーやVF-22 シュトゥルムフォーゲルII以上である。ガウォーク形態は存在しない。
バトロイド形態はゼントラーディ系のバトルスーツのヌージャデル・ガーやクァドラン・ローの流れを汲む独自のフォルムになっている。カメラ・アイはモノアイタイプで、マニピュレーターは3本指となっている。クァドラン・ローに搭載されたシステムの改良型が搭載されていると推測されている。
名前は『マクロス デジタルミッション VF-X』ではエネミー・バルキリー（EVA）というコードネームのみであったが、『マクロス VF-X2』では読者公募によりフェイオス・バルキリー（怒り狂ったバルキリー）という名称に決定した。
敵ライバル機
『マクロス デジタルミッション VF-X』に登場。2047年、ミルキードールズ誘拐事件を起こす惑星エリュシオンの反乱ゼントラーディ勢力に所属する「敵ライバル」が使用する機体。ディープグリーンにイエローのカラーリングが入っている。イメージイラストではパープルになっている。
ティモシー機
『マクロス VF-X2』に登場。2050年、VF-Xレイヴンズと戦う反統合ゼントラーディ組織「ブラック・レインボー」のリーダーであるティモシー・ダルダントンの機体。

## 『超時空要塞マクロスII -LOVERS AGAIN-』の登場兵器
『超時空要塞マクロスII -LOVERS AGAIN-』にも、元ゼントラーディ軍の機体らしき兵器が登場する。彼らは歌で洗脳されマルドゥーク軍の手先となっている。なお、機体の正式名称はいずれも不明である。

### 機動兵器

#### 一般兵用戦闘ポッド
黄色い塗装が施されたワンマン戦闘ポッド。機体前部に単眼式カメラアイと主/副各2門のビーム砲を持つレイアウトはリガードと共通。しかし、どちらかと言えば空戦ポッドと呼称すべき空間戦闘専門の機体で、脚部はなく飛行可能。胴体は丸みを帯びた甲虫型。コクピットに寝そべって操縦するのもリガードとの相違点。

#### 指揮官用戦闘ポッド
赤紫色の指揮官用戦闘ポッド。指揮/通信能力が強化され、ミサイルランチャー4基他、大型のビーム砲を機体左右にマウントしている。リガードやグラージ系のデザインからは外れた、大きく翼を広げたようなシルエットが特徴的。やはり空間戦闘特化型で機動性を高めるべく強力な推進器を装備している。

#### パワードスーツ
ヌージャデル・ガーと同系列のバトルスーツ。細部が異なる。

### 艦艇
元ゼントラーディのものとおぼしき艦艇だが、ゼントラーディ軍用そのままではなく、基本設計をもとにマルドゥーク軍が独自改良している可能性もある（戦艦グラーベなど、明らかに彼らオリジナル艦艇はここでは紹介しない）。

#### 4000m級艦隊旗艦
ノプティ・バガニス級に相当する戦艦。ただし、艦体の断面形は円筒形に近い。多数の砲塔群と大量の機動兵器も搭載する。艦首部は2つに分かれ、超大型の誘導収束ビーム砲を発射可能。
エリンシェの搭乗艦「サーライド」には、艦内に「アルス・ノヴァの聖域」と呼ばれる施設が存在する。

#### 2500m級大型戦艦
マルドゥーク軍の大型戦艦。シルエットはキルトア・ケルエール級的。ゼントラーディ軍では確認されていなかったタイプだが、各所の特徴はゼントラーディ艦艇と一致する。フェフの初期搭乗艦。

#### 2000m級中型戦艦
スヴァール・サラン級に相当する戦艦だが、上部に艦橋状の突出構造物がある。

#### 500m級斥候艦
ピケット艦。大型戦艦撃沈後、フェフの乗艦となる。フェフ艦の塗装は赤紫で他の艦とは異なる。

## 参考資料
- 『マクロス・パーフェクト・メモリー』みのり書房、1983年